# Spirilliconus
Spirilliconus es un género de foraminífero bentónico de la familia Spirillinidae, del suborden Spirillinina y del orden Robertinida. Su especie tipo es Spirilliconus corinnae. Su rango cronoestratigráfico abarca el Bajociense superior (Jurásico medio).

## Clasificación
Spirilliconus incluye a las siguientes especies:
- Spirilliconus corinnae